# Barkarola

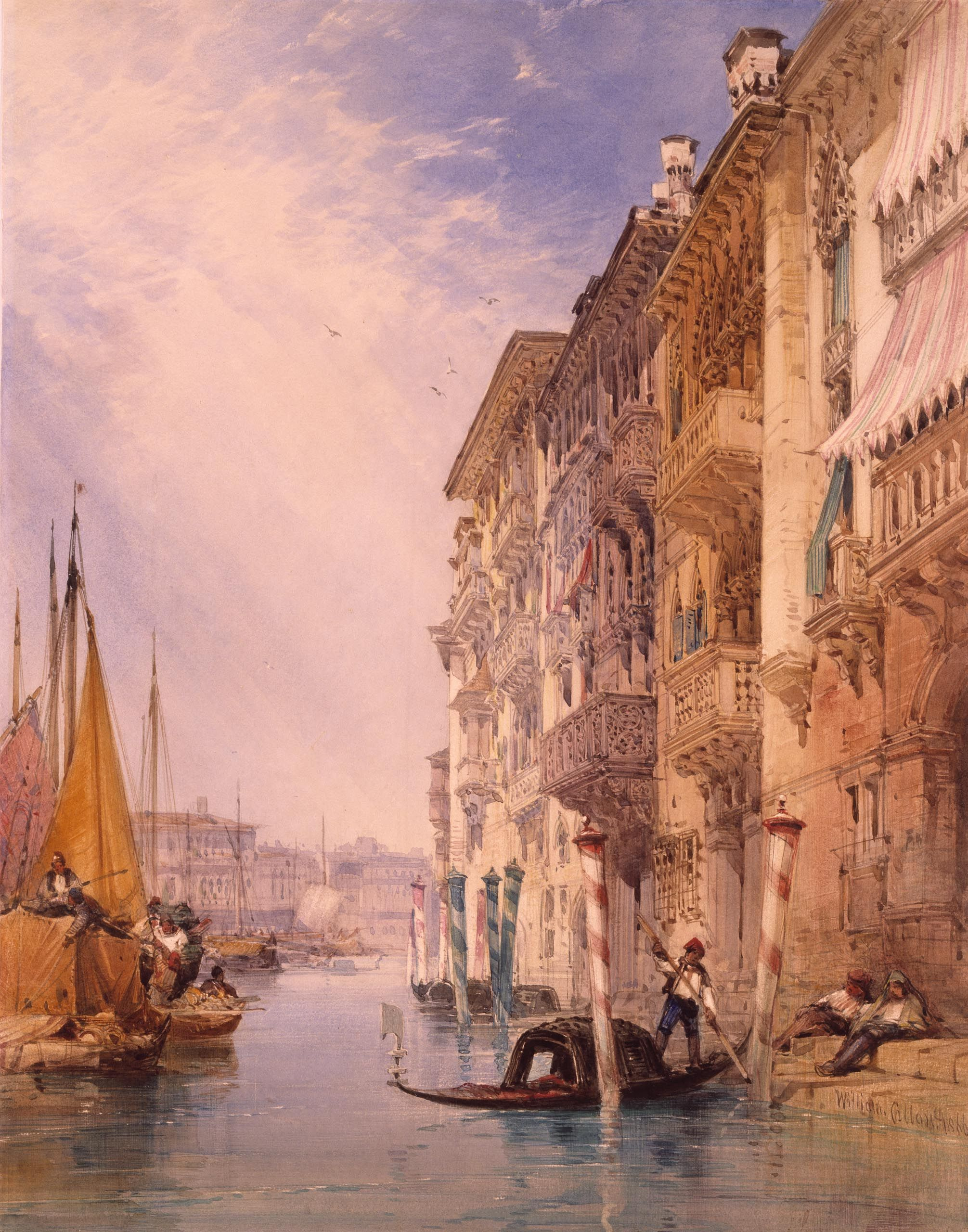
William Callow, Gondola na Canal Grande v Benátkách

Barkarola (z italského barcarola, z barca "loďka, gondola") je původně píseň benátských gondoliérů a také od ní odvozená instrumentální hudební forma v 6/8 nebo 12/8 taktu.

## Popis
Název i forma se v evropské umělecké hudbě používal pro vokální i instrumentální skladby od 19. století.
Melodie barkarol jsou klidného charakteru. Druh taktu vytváří dojem houpavého pohybu, který připomíná houpání gondoly v benátských kanálech.
Nejznámější barkaroly jsou z období romantismu devatenáctého století, Tento žánr však byl již v 18. století dostatečně známý na to, aby Burney v knize The Present State of Music in France and Italy (1771) zmínil, že šlo o oslavovanou formu, které si vážili „ sběratelé dobrého vkusu“. První barkarola se objevila v roce 1699 v Camprově baletu Le Carnaval de Venise.
V klasické hudbě jsou dvě nejznámější barkaroly: Vokální barkarola Jacquese Offenbacha „Belle nuit, ô nuit d'amour“ zahajuje v opeře Hoffmannovy povídky dějství "Giulietta" (existuje i její instrumentální verze) a dále barkarola Fis-dur pro sólový klavír Frédérica Chopina.
Mezi skladatele, kteří komponovali barkaroly pro klavír, patří Frédéric Chopin, Fauré, Čajkovskij  a Mendelssohn Bartholdy.

## Pozoruhodné příklady
Barkarola byla populární forma v opeře, kde se dal dobře využít sentimentální styl lidové písně. Kromě Offenbacha komponovali některé árie jako barkaroly také Paisiello, Weber a Rossini. Donizetti vytvořil benátskou scénu v opeře Marino Faliero (1835) s barkarolou pro gondoliéra a sbor. Verdi zařadil barkarolu do prvního aktu opery Maškarní ples. („Di’ tu se fidele il flutto m’aspetta“).
Tradiční neapolská barkarola Santa Lucia vznikla v roce 1849.
Arthur Sullivan komponoval jako barkarolu vstup člunu sira Josepha Portera (s jeho sestrami, sestřenicemi a tetami) v operetě H.M.S. Pinafore, stejně jako trio My well-loved lord and guardian dear „Můj milovaný pán a drahý strážce“ mezi Phyllis, hrabětem Tollollerem a hrabětem z Mountararatu v prvním dějství operety Jolanta.
Schubert použil styl připomínající barkarolu v některých svých nejznámějších písních, včetně písně "Auf dem Wasser zu singen" ("Zpívání na vodě"), D.774.

#### Významné barkaroly
- Felix Mendelssohn-Bartholdy, tři „Benátské gondolové písně“ z Písně beze slov („Lieder ohne Worte"), op. 19, 30 a 62;

- Petr Iljič Čajkovskij, barkarola "Červen" z Roční období („Времена года"), op. 37a;

- Charles-Valentin Alkan, barkarola z op. 65 Třetí sbírka písní („Troisième recueil de chants");

- Camille Saint-Saëns, barkarola pro housle, violoncello, harmonium (nebo varhany) a klavír, op.108;

- Béla Bartók, „barkarola" ze souboru klavírních skladeb Venku („Szabadban");

- Moritz Moszkowski, barkarola, op. 27, č. 1,

- další příklady u skladatelů Anton Rubinstein, Mily Balakirev, Alexander Glazunov, Edward MacDowell, Mel Bonis, Ethelbert Nevin;
- série třinácti barkatol pro sólový klavír od Gabriela Faurého.[2]

- Sergej Rachmaninov, barkaroly; opus 5 n°1 (Suite pour deux pianos), opus 10 n°3 (Morceaux de salon), opus 11 n°1 (Six morceaux pour piano à 4 mains) (1878/1894)

#### Barkaroly ve 20. století
- Agustín Barrios, Julia Florida (barkarola z roku 1938);

- Villa-Lobos, Trio č. 2 (1915) druhá věta (která obsahuje Berceuse-Barcarollu);

- Francis Poulenc, Neapolská suita pro sólový klavír, první věta (1925);

- George Gershwin, Dance of the Waves („Tanec vln") (balet, 1937, nepublikováno);

- Ned Rorem, tři barkaroly pro klavír, složené v Maroku (1949);

- Gian-Carla Menotti, barkarola z baletu Sebastian;

- Nikolaj Mjaskovskij, první věta Klavírní sonáty č.8 op. 83 (1949);

- Richard Rodgers "Hello Young Lovers" ("Ahoj mladí milenci") v muzikálu The King and I  („Král a já") (1951);

- Leonard Bernstein, "The Kings' Barcarolle" z operety Candide (1956);

- Juan María Solare, neoklasicistní Barcarola pro klavír (nahrávka v albu Sombras blancas).

- Dominick Argento, 25minutový sborový cyklus Walden Pond (1996) má podtitul „Nocturnes and Barcarolles for Mixed Chorus“;

- Werner Scharfenberger, píseň „Barcarole in der Nacht“ americké zpěvačky Connie Francis se v roce 1963 dostala na první místo žebříčku v Německu.